# Башнефть-Уфанефтехим
«Башнефть-Уфанефтехим» (баш. «Башнефть-Өфөнефтехим»; до 1992 года — Уфимский нефтеперерабатывающий завод имени XXII съезда КПСС) — филиал акционерной нефтяной компании «Башнефть», одно из четырёх промышленных градообразующих предприятий по переработке нефти в городе Уфе. Объём нефтепереработки около 6 млн т в год (3 % от общероссийского объёма).

## Продукция
Завод производит почти 60 наименований продукции, среди них — бензины, мазут, дизельное топливо, сжиженные газы, ароматические углеводороды.

## История
В ноябре 1954 года основан Черниковский нефтеперерабатывающий завод в городе Черниковске. В 1962 году завод переименован в Уфимский нефтеперерабатывающий завод имени XXII съезда КПСС. С 1992 года — акционерное предприятие «Уфанефтехим», с 1993 года — открытое акционерное общество, с 1994 года входил в Башкирскую нефтехимическую компанию, с 2012 года — современный статус.